# Magyar Nemzeti Bizottság 2006

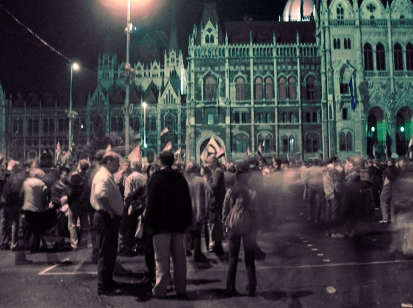
Tüntetés a Kossuth téren

A Magyar Nemzeti Bizottság 2006 a 2006 szeptemberében, az őszödi beszéd nyilvánosságra kerülése után kirobbant magyarországi tiltakozási hullámban részt vevő, önmagukat „Kossuth térieknek” nevező, illetve a hozzájuk csatlakozó egyéb szervezetek összefogója, a Kossuth téri demonstráció főszervezője. A szervezet névadója és egyben azóta is vezető személyisége Gonda László.

## Története
A szervezet 2006. szeptember 18-án alakult azzal a céllal, hogy a „Kossuth tériek” megmozdulásait koordinálja, vezesse. Ezt másnap jelentették be, egyúttal a tüntetések szervezését is akkortól vállalva magukra. Tagjai kezdetben, a kézzel írott bejelentő lap sorrendjében: Gonda László, Balogh Béla, Radványi János, Lukács Dénes, Fáber Károly, Klein István Saród, Simon Irén, Balog Barna, Molnár Tamás, Toroczkai László és Takács András voltak. Takács András négy ügyvivőt is javasolt; Molnár Tamást, Balogh Barnát, Toroczkai Lászlót, és önmagát. Gonda László a Kossuth tériek szeptember 23-án közfelkiáltással megválasztották néptribunjuknak
Céljaik között szerepelt a Gyurcsány-kormány megbuktatása, egy Alkotmányozó Nemzetgyűlés összehívása, valamint idő előtti országgyűlési választás kiírása, egyben az 5%-os parlamenti küszöb eltörlése. Molnár Tamás, a szervezet egyik ügyvivője 2006. október 7-én kijelentette, hogy „új jobboldal formálódott a Kossuth téren, amelynek célja az összefogás, az integrálódás, illetve egy új rendszerváltás, a negyedik köztársaság”.
A budapesti Kossuth tér „műveleti területté” nyilvánítása után tüntetésüket a Batthyány-örökmécsesnél folytatták tovább 2007. március 19-ig. Még 2006 novemberében, Molnár Tamás kezdeményezésére „Magyar Október Mozgalom” néven új szervezetet alapítottak, később átszerveződtek, gerincüket egy 24+1 fős „elnökség” adta. Gonda László véleményét magáévá téve, az átalakult és személyében részben kicserélődött szervezet véleménye szerint Magyarországon még nem volt demokratikusan megalapozott köztársaság, vagyis egy „nulladik köztársaságban” élünk.
2007 tavaszán saját weblapot indítottak „harcter.hu” néven, melyet a „Honvédő Alkotmányos Rend a Cél a Kossuth tér-en”, szavak betűiből képeztek.
Ezután még három évig rendeztek rendszeresen tüntetéseket elsősorban Budapest-szerte, de más településeken is előfordultak, mígnem 2010. április 30-án egy „búcsútüntetéssel” lezárták efféle tevékenységüket.